# Salwa Bughaighis
Salwa Bugaighis (àrab: سلوى سعد بوقعيقيص, Salwà Saʿd Būqaʿīqīṣ) (Bengasi, 24 d'abril de 1963 - 25 de juny de 2014) va ser una activista líbia de drets humans i política. Va ser assassinada a Bengasi el 25 de juny de 2014.

## Trajectòria
Bugaighis pertanyia a una destacada família de Bengasi i es va graduar com a advocada a la Universitat de Garyounis a Bengasi. En els anys previs a la revolució de febrer de 2011 a Líbia, va defensar els casos de diversos expressos polítics contra el govern de Muamar el Gaddafi. Es va unir a algunes de les primeres protestes a Bengasi contra Gaddafi el febrer del 2011 amb un grup d'advocats i altres activistes de la societat civil.
Es va convertir en membre fundadora i assessora del Consell Nacional de Transició de Líbia que va governar el país durant i després de l'aixecament. La seva germana, Iman, professora de traumatologia, era la portaveu del Consell. Salwa va renunciar al seu càrrec després de tres mesos de protesta per l'absència de dones al nou govern i la falta de democràcia al consell. També es va oposar a les mesures que obligaven a portar el hijab, i les seves opinions la van portar a entrar en conflicte amb els extremistes islamistes.
Abans del seu assassinat, Bugaighis va ser vicepresidenta d'una Comissió Nacional de Diàleg, una comissió nomenada pel llavors primer ministre de Líbia, Ali Zeydan, que tenia com a objectiu salvar la divisió entre les diferents faccions de Líbia. Va ser mentora de molts activistes de la societat civil, especialment joves. Ella havia actualitzat Facebook amb fotos de si mateixa votant el dia que va ser assassinada.
El 25 de juny del 2014, Bugaighis va rebre un tret al capdavant d'un grup de quatre homes armats que van irrompre a casa seva, ferint un guàrdia de seguretat i segrestant el seu marit, Essam al-Ghariani.
Hi va haver una reacció molt forta al seu assassinat. Un gran nombre de dones de Bengasi van sortir als carrers per protestar per aquest crim els dies posteriors a la seva mort. Activistes i organitzacions de drets humans han organitzat molts esdeveniments a la seva memòria dins i fora de Líbia, i s'ha convertit en una icona de la lluita per la llibertat i la democràcia a Líbia. Fariha al-Berkawi, membre del Congrés General Nacional que va condemnar enèrgicament la mort de Bughaighis, va ser disparada per un pistoler en una benzinera de Derna tres setmanes després, el 17 de juliol de 2014.

### Resposta
L'ambaixadora dels Estats Units a Líbia, Deborah Jones, va dir que l'assassinat va ser "esquinçador". L'ambaixador britànic Michael Aron va tweetejar "devastat per l'horrible assassinat" i va qualificar els Bugaighis com "la llum principal de la revolució del 17 de febrer i campió dels drets humans". Susan Rice, Assessora de Seguretat Nacional dels Estats Units, reflexionant sobre la reunió amb Bugaighis, va dir: "Em va impressionar profundament el seu coratge, lideratge i dedicació a la construcció d'una Líbia pacífica i democràtica on es respectin i protegeixin els drets i les llibertats de totes les dones i homes libis”.

## Vida personal
La seva família és coneguda per la seva diversitat. Tenia un germà afiliat al Partit de la Justícia i la Construcció vinculat als Germans Musulmans. Va tenir tres fills.